# The Nashville Sessions (album Deana Martina)
The Nashville Sessions – trzydziesty piąty studyjny album muzyczny włosko-amerykańskiego piosenkarza Deana Martina wydany w 1983 roku przez Warner Bros. Records. Jest to ostatni album studyjny nagrany przez Martina. 
Piosenkę My First Country Song Martin zaśpiewał w duecie z Conway'em Twitty, a piosenkę Everybody's Had the Blues w duecie z Merle Haggardem.

## Utwory
| Old Bones                   | 3:11 |
| Everybody's Had The Blues   | 2:21 |
| Don't Give Up On Me         | 2:50 |
| In Love Up To My Heart      | 2:56 |
| Shoulder To Shoulder        | 3:30 |
| Since I Met You Baby        | 2:43 |
| My First Country Song       | 3:02 |
| Drinking Champagne          | 2:32 |
| Hangin' Around              | 2:49 |
| Love Put A Song In My Heart | 2:16 |